# Estación de ferrocarril de Ulán-Udé
La estación de ferrocarril de Ulán-Udé (en ruso: Улан-Удэ станция) es la principal estación de ferrocarril de pasajeros de la ciudad de Ulan-Ude en Rusia, y una parada importante a lo largo del Ferrocarril Transiberiano y el Ferrocarril Transmongoliano. La estación fue inaugurada en 1900.